# Cryphia iranica
Cryphia iranica là một loài bướm đêm trong họ Noctuidae.